# Монтови-Мале
Монтови-Мале (пол. Mątowy Małe, нім. Klein Montau) — село в Польщі, у гміні Мілорадз Мальборського повіту Поморського воєводства.
Населення — 181 особа (2011).
У 1975-1998 роках село належало до Ельблонзького воєводства.

## Демографія
Демографічна структура станом на 31 березня 2011 року:
|          | Загалом | Допрацездатний вік | Працездатний вік | Постпрацездатний вік |
| -------- | ------- | ------------------ | ---------------- | -------------------- |
| Чоловіки | 98      | 20                 | 71               | 7                    |
| Жінки    | 83      | 14                 | 53               | 16                   |
| Разом    | 181     | 34                 | 124              | 23                   |